# Rocco Zambelli

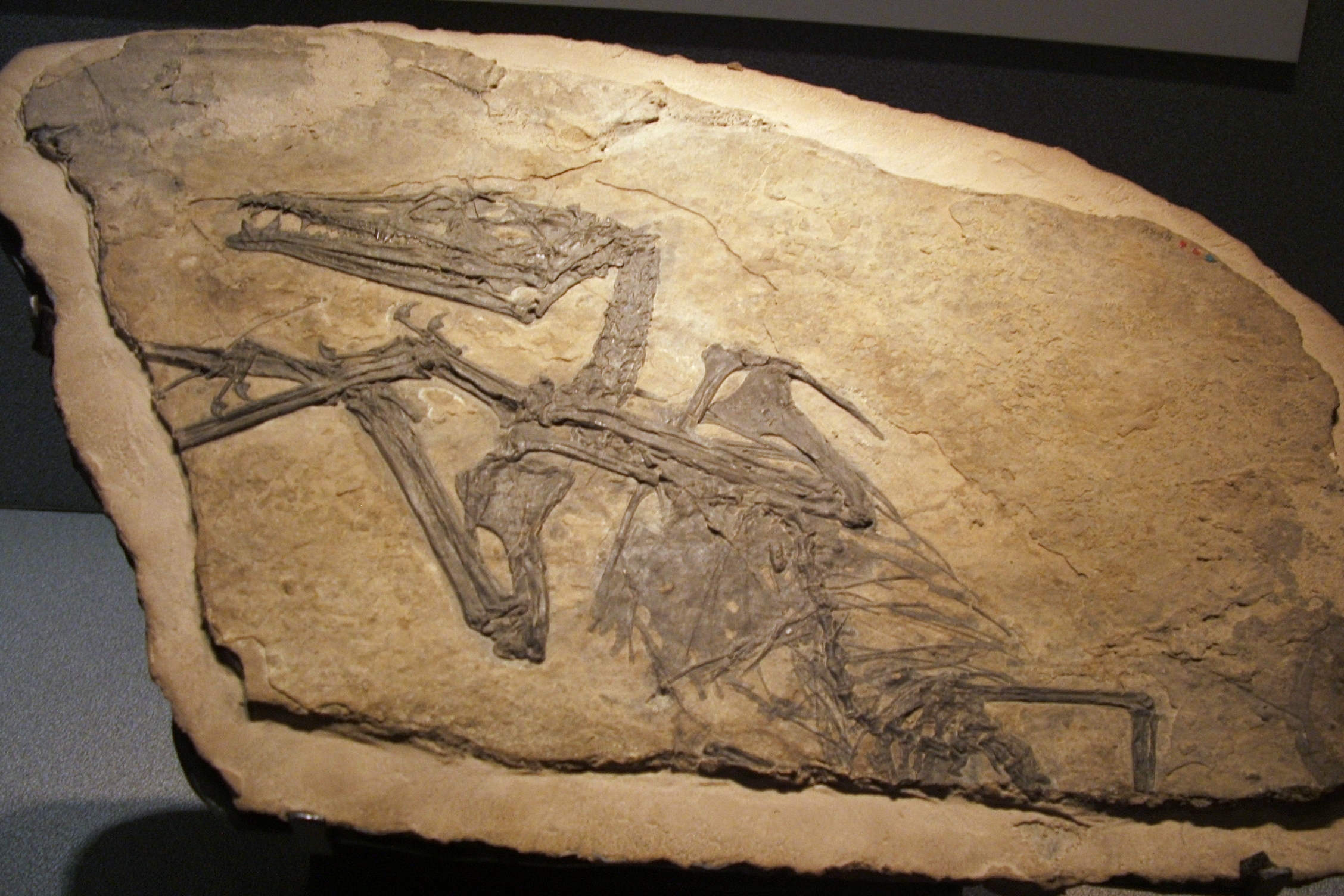
Eudimorphodon ranzii

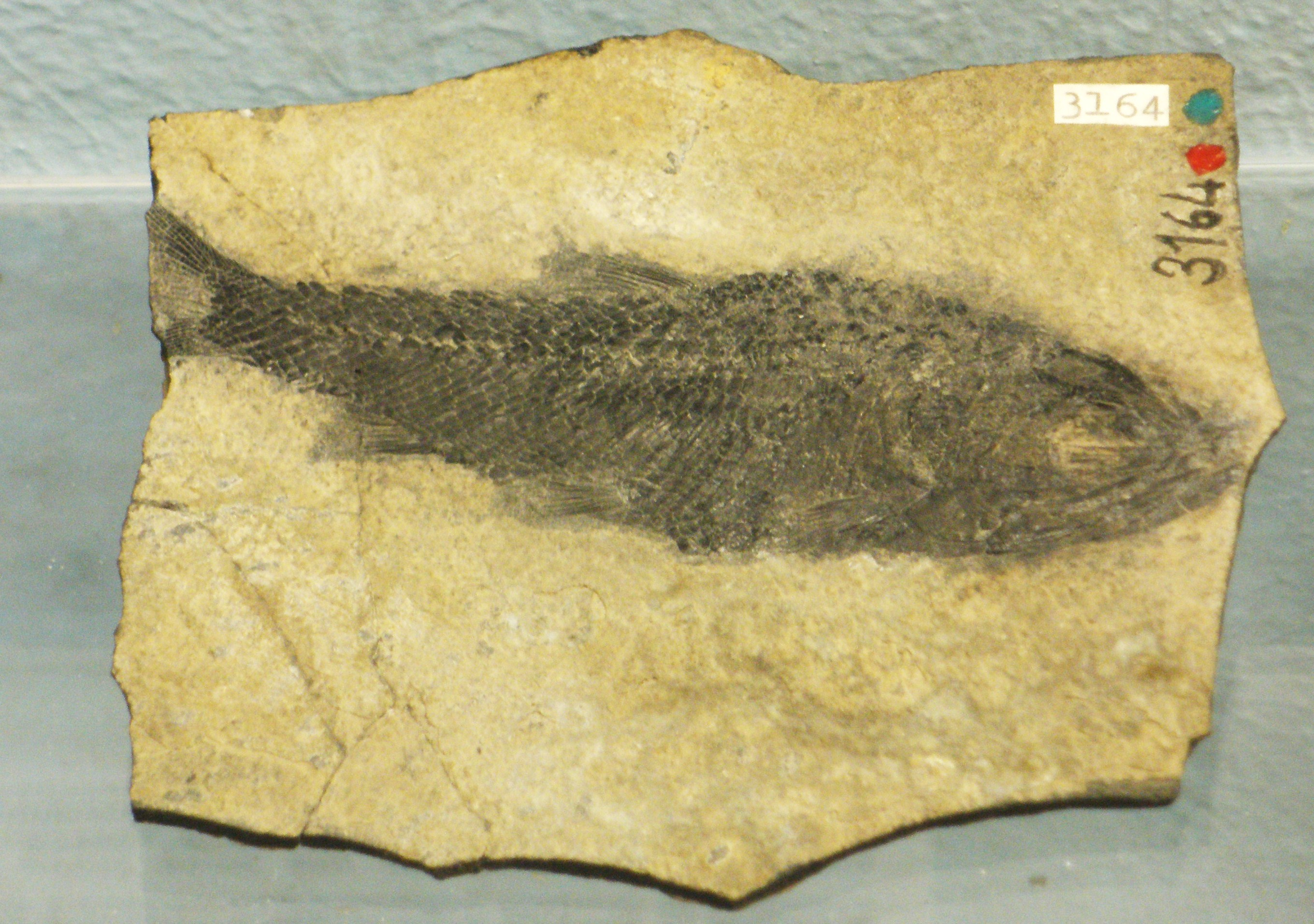
Pholidorhynchodon malzannii

Rocco Zambelli (Sorisole, 17 maggio 1916 – Bergamo, 12 ottobre 2009) è stato un geologo e paleontologo italiano, specializzato nell'analisi di fossili vertebrati.

## Nuovi taxa
Di seguito un elenco di taxa descritti da Rocco Zambelli

### Rettili
Eudimorphodon Zambelli, 1973

Eudimorphodon ranzii Zambelli, 1973

### Pesci
Pholiphorinae Zambelli 1986

Parapholidophorus Zambelli, 1975

Pholidoctenus Zambelli, 1978

Pholidorhynchodon Zambelli, 1980

Eopholidophorus Zambelli, 1990

Parapholidophorus nybelini Zambelli, 1975

Pholidoctenus serianus Zambelli, 1978

Pholidorhynchodon malzannii Zambelli, 1980

Pholidophorus gervasuttii Zambelli, 1980

Eopholidophorus forojuliensis Zambelli, 1980

Pholidophorus latiusculus gervasutti Zambelli, 1980

## Riconoscimenti
- Nel 2013 gli è stato dedicato il pesce osseo estinto Zambellichthys bergamensis.

## Pubblicazioni
Una selezione di articoli scientifici: 
- Rocco Zambelli, Eudimorphodon Ranzii (gen. nov., sp. nov.): uno pteurosauro triassico, in Rendiconti, vol. 107, Milano, Istituto lombardo di scienze e lettere, 1973,  pp. 28-33.

- Rocco Zambelli, Note sui Pholidophoriformes: III contributo. Pholidophorus gervasuttii sp. nov., in Rivista del Museo Civico di Scienze Naturali "Enrico Caffi", vol. 1, Bergamo, 1980,  pp. 5-55.

- Rocco Zambelli, Note sui Pholidophoriformes: IV Contributo: Pholidohynchodon malzannii gen. nov. sp. nov., in Rivista del Museo Civico di Scienze Naturali "Enrico Caffi", vol. 2, Bergamo, 1980,  pp. 129-169.

- Rocco Zambelli, Note sui Pholidophoriformes: VI contributo. Pholidophorinae, subfamiglia nuova del Triassico Superiore, in Rivista del Museo Civico di Scienze Naturali “Enrico Caffi”, vol. 10, Bergamo, 1986,  pp. 1-32.

- Rocco Zambelli, Note sui Pholidophoriformes: VII contributo Eopholidophorus forojuliensis n.g., n.sp., in Gortania Atti del Museo Friulano di Storia Naturale, vol. 11, 1989,  pp. 63-75.